# Décret présidentiel 14176
Lire en ligne

Décret présidentiel 14176
 (en)Executive Order 14176 Texte sur Wikisource

Le décret présidentiel 14176, intitulé Déclassification des documents relatifs aux assassinats du président John F. Kennedy, du sénateur Robert F. Kennedy et du révérend Martin Luther King, Jr. (en anglais Declassification of Records Concerning the Assassinations of President John F. Kennedy, Senator Robert F. Kennedy, and the Reverend Dr. Martin Luther King, Jr.), est un executive order signé par le président des États-Unis, Donald Trump, le 23 janvier 2025,. 
Il vise à déclassifier les dossiers relatifs aux assassinats de John F. Kennedy, Robert F. Kennedy et Martin Luther King. Les dossiers sur l'assassinat de John F. Kennedy ont été rendus publics en mars 2025,,, ceux sur l'assassinat de Robert F. Kennedy en avril, mai et juin 2025,,, et ceux sur l'assassinat de Martin Luther King en juillet 2025,.

## Contexte
Le président John F. Kennedy est assassiné le 22 novembre 1963. Son jeune frère Robert F. Kennedy est abattu le 5 juin 1968 et meurt le lendemain. Le leader des droits civiques Martin Luther King Jr. est assassiné le 4 avril 1968. Ces assassinats ont donné lieu à plusieurs théories du complot, qui ont été exacerbées par le fait que plusieurs documents sont restés classifiés,.

## Déclassifications précédentes
Une loi signée sous la présidence (en) de George H. W. Bush ordonnait la déclassification de tous les documents relatifs à l'assassinat du président Kennedy, en octobre 2017. Lorsque ce moment arrive sous la première présidence de Donald Trump, plusieurs documents ont été déclassifiés, mais d'autres sont restés classifiés.  En 2021, le président Joe Biden signe un mémorandum présidentiel fixant des délais pour la déclassification d'un plus grand nombre de documents relatifs à l'assassinat, ce qui a conduit à la publication de plus de 13 000 documents.
Alors que Donald Trump avait déclaré lors de son premier mandat qu'il avait l'intention de déclassifier les documents encore confidentiels, il s'est ensuite abstenu de le faire en raison d'appels liés à des raisons de sécurité nationale émanant de la CIA et du FBI. Par la suite, il promet de nouveau, lors de sa campagne présidentielle de 2024, de déclassifier les documents restants.

## Dispositions
Le décret stipule que le directeur du renseignement national devra, dans un délai de 15 jours, élaborer un plan pour la divulgation des documents relatifs à l'assassinat de John F. Kennedy, et dans un délai de 45 jours, élaborer des plans pour Robert F. Kennedy et Martin Luther King.